# Halcampella robusta
Halcampella robusta är en havsanemonart som beskrevs av Oscar Henrik Carlgren 1931. Halcampella robusta ingår i släktet Halcampella och familjen Halcampoididae. Inga underarter finns listade i Catalogue of Life.